# Ernst von Eisenhart-Rothe
Johann Ludwig Ernst von Eisenhart-Rothe (* 21. Dezember 1862 in Anklam; † 23. Oktober 1947 in Potsdam) war ein deutscher General der Infanterie und Militärschriftsteller.

## Leben

### Herkunft
Ernst entstammte dem Adelsgeschlecht von Eisenhart-Rothe. Seine Eltern waren der Justizrat Friedrich von Eisenhart-Rothe (1819–1880) und dessen Ehefrau Ida, geborene von Loeper (1830–1914), Tochter der Ernestine von der Osten und des Gutsbesitzers Ludwig von Loeper, Generallandschaftsrat. Der Generalleutnant Artur von Eisenhart-Rothe (1858–1939) war sein Bruder. Sein ältester Bruder Gustav von Eisenhart-Rothe (1855–1936) war preußischer Landrat und lebte zuletzt in Putbus auf Rügen.

### Militärkarriere
Er trat am 1. Mai 1883 als Fahnenjunker in das 3. Garde-Regiment zu Fuß der Preußischen Armee in Berlin ein. Dort wurde er im März 1884 Sekondeleutnant und diente ab 24. September 1899 als Adjutant des II. Bataillons. Von Oktober 1891 bis Juli 1894 absolvierte Eisenhart-Rothe die Kriegsakademie und wurde zwischenzeitlich zum Premierleutnant befördert sowie Mitte Dezember 1893 in das Garde-Jäger-Bataillon versetzt. Für zwei Jahre folgte ab 1. April 1895 seine Kommandierung in den Großen Generalstab und nach seiner Beförderung zum Hauptmann am 22. März 1897 seine kurzzeitige Versetzung hierher. Eisenhart-Rothe wurde dann am 17. April 1897 in den Generalstab des II. Armee-Korps versetzt und kehrte vom 18. August 1899 bis 18. September 1901 als Kompaniechef im 1. Ermländischen Infanterie-Regiment Nr. 150 in den Truppendienst zurück. Anschließend hatte er verschiedene Generalstabsverwendungen inne und war zugleich vom 31. Juli 1908 bis 12. September 1912 Lehrer an der Kriegsakademie. Dann folgte seine Versetzung als Abteilungsleiter in den Großen Generalstab sowie am 20. Mai 1913 seine Beförderung zum Oberst. Als solcher wurde Eisenhart-Rothe am 17. Februar 1914 zum Kommandeur des Grenadier-Regiments „König Friedrich Wilhelm IV.“ (1. Pommersches) Nr. 2 ernannt.
Mit Ausbruch des Ersten Weltkriegs machte sein Regiment mobil und marschierte im Verband mit der 3. Division in das neutrale Belgien ein. Hier kam es zu Kämpfen an der Gette und bei Mons. Anschließend führte Eisenhart-Rothe das Regiment nach Frankreich und später zurück nach Belgien, wo es in der Schlacht bei Ypern zum Einsatz kam. Am 30. November 1914 gab er das Kommando ab und wurde zu den Offizieren von der Armee versetzt. Eine neue Verwendung erhielt Eisenhart-Rothe erst am 1. Februar 1915 mit der Ernennung zum Oberquartiermeister beim Oberbefehlshaber Ost. In dieser Stellung folgte am 18. August 1916 seine Beförderung zum Generalmajor. Als solcher war ab 2. Januar 1917 Generalintendant des Feldheeres.
Für seine Leistungen während des Krieges wurde Eisenhart-Rothe neben beiden Klassen des Eisernen Kreuzes, am 13. November 1915 mit dem Ritterkreuz des Königlichen Hausordens von Hohenzollern mit Schwertern sowie dem Roten Adlerorden II. Klasse mit Eichenlaub und Schwertern ausgezeichnet.
Nach Kriegsende wurde er in die Vorläufige Reichswehr übernommen und mit der Versetzung in das Reichswehrministerium am 1. Oktober 1919 zum Inspekteur des Erziehungs- und Bildungswesens ernannt sowie am 16. Juni 1920 zum Generalleutnant befördert. Auf Wunsch der Entente musste Eisenhart-Rothe seinen Abschied nehmen, der ihm am 15. Juni 1921 unter Verleihung des Charakters als General der Infanterie gewährt wurde.
In der folgenden Zeit verfasste er verschiedene Schriften zur „Tradition des deutschen Heeres“.

### Familie
Er heiratete am 2. August 1893 auf Moritzburg bei Hildesheim Charlotte von Casimir (1874–1957), Tochter des Offiziers Arthur von Casimir und der Margarethe Hastedt. Das Paar hatte mehrere Kinder, darunter:
- Doralis (Dorothea Elisabeth) (* 1894), unvermählt
- Ida Helene (* 1896), verheiratet mit Goerd von der Groeben-Wiese
- Friedrich Karl (* 1897)
- Artur (1898–1915), gefallen in Russland
- Ernst (* 1899)
- Hans Henning (1901–1944), verheiratet, Oberst, gefallen bei Belgrad
- Inge-Beate (* 1909), Krankenschwester, nicht vermählt
- Goetz-Kraft (* 1913), Major, verheiratet

## Schriften (Auswahl)
- Das Ehrenbuch der Garde. Die preußische Garde im Weltkrieg 1914-1919. Tradition Kolk, Berlin 1919.
- Der Kaiser am 9. November! Eine Klarstellung nach noch nicht veröff. Material. Universitas, Berlin-Wilmersdorf 1922.
- Ehrendenkmal der deutschen Armee und Marine, 1871–1918. Deutscher Nationalverlag, Berlin & München 1928.
- Im Banne der Persönlichkeit. Aus den Lebenserinnerungen. Hübner, Berlin-Lankwitz 1931.
- So war die alte Armee. Frundsberg, Berlin 1935.